# Manulea burchellii
Manulea burchellii är en flenörtsväxtart som beskrevs av William Philip Hiern. Manulea burchellii ingår i släktet Manulea och familjen flenörtsväxter. Inga underarter finns listade i Catalogue of Life.